# کامیلو آکیلی
کامیلو آچیلی (انگلیسی: Camillo Achilli; ۲۱ اوت ۱۹۲۱ – ۱۴ ژوئن ۱۹۹۸) بازیکن فوتبال اهل ایتالیا بود.
از باشگاه‌هایی که در آن بازی کرده‌است می‌توان به باشگاه فوتبال جنوآ، باشگاه فوتبال اینتر میلان، باشگاه فوتبال هلاس ورونا، و باشگاه فوتبال لچه اشاره کرد.